# 村岡崇光
村岡 崇光（むらおか たかみつ、1938年 - ）は、オランダ在住の日本人の言語学者、聖書学者。

## 人物
- 東京教育大学英文科時代に独学でギリシア語、ヘブライ語を学び、東京教育大学のキリスト者学生会(KGK)の聖書研究会で学生に教えていた。
- 学生時代に泉田昭牧師の日本バプテスト教会連合練馬バプテスト教会で役員をしていた。ギリシア語、ヘブライ語のクラスを開いた。そのクラスでは、原書による新約聖書、旧約聖書の講義が行われた[1]。そのクラスでは日本語の文章を聞き、聖書のギリシア語で応えるという学習法を行っていた[2]。
- 2003年ライデン大学を退職以来、毎年最低5週間、20世紀に日本の軍国主義、侵略戦争の犠牲になってまだ戦後処理が出来ていないアジア諸国へ赴き、ヴォランティアで専門科目を現地の大学や神学校で教授する。これまで訪問した国は、韓国、インドネシア、シンガポール、香港、フィリピン、中国、台湾、マレーシア、ミャンマー、タイ、インドである。ֹこの旅行についての思索、記録は下にあげた「私のヴィアドロローサ：『大東亜戦争』の爪痕をアジアに訪ねて」（2014年：東京）に出ている。
- 2015年5月29日、李容洙と吉元玉に対して、日本人が犯した罪を許してもらうべく謝罪文を読み上げ、信徒たちと共に深々と頭を垂れて赦しを請うた[3]。

## 経歴
- 1938年、広島県広島市生まれ。小中校は鹿児島県姶良郡吉松町（現：湧水町）、高校は鹿児島県伊佐郡大口高校卒。
- 1960年、東京教育大学（現：筑波大学）で英語文献学を専攻して卒業。
- 1962年、東京教育大学で関根正雄教授に師事し、ギリシア語、ヘブル語と一般言語学で修士号を取得。
- 1964年、イスラエル政府給費生として留学。エルサレムのヘブライ大学でヘブル語とセム語学を専攻、ハイム・ラビン教授の指導のもとに博士号を取得。
- 1970年 - 1980年、イギリスのマンチェスター大学でヘブル語、アラム語、シリア語、エチオピア語を教える。
- 1980年 - 1991年、オーストラリアのメルボルン大学で中東学の教授。
- 1991年 - 2003年、オランダのライデン大学でヘブル語の教授。
- 2000年、数名のオランダ人ならびにオランダ在住日本人とともに、太平洋戦争とその後の問題を話し合うための「蘭日印対話の会」を創立。
- 2001年 - 2002年、フンボルト財団フンボルト研究資金受賞。ドイツのゲッティンゲン大学で神学部客員教授。
- 2003年からライデン大学名誉教授。
- 2006年以来、エルサレムのヘブライ語アカデミー名誉会員。
- 2013年創立のオランダ日本語聖書教会で代表役員。
- 2014年、日本聖書協会より聖書事業功労賞を受賞。
- 2017年9月28日、英国学士院より、ヘブライ語文法並びに七十人訳聖書（旧約聖書の古いギリシャ語訳）の分野で著しい業績が認められる、として同年度のバーキット・メダルを授与された。

## 著書
- Modern Hebrew for Biblical Scholars. 1982, 1998（聖書学者のための現代ヘブル語）
- A Greek-Hebrew/Aramaic Index To I Esdras. 1984（第一エズラ書のギリシア語-アラム語索引）
- Emphatic  Words and Structures in Biblical Hebrew. 1985（聖書ヘブル語における強調語と構文）
- Classical Syriac for Hebraists. 1987, 2013 (改訂第二版）（ヘブル語をすでに知っている人のための古典シリア語文法）
- Classical Syriac: A Basic Grammar with a Chrestomathy. 1997、2005（古典シリア語の文法）
- A Grammar of Egyptian Aramaic. 1998, 2003 (ペルシア帝国時代エジプトで用いられていたアラム語の文法）
- A Grammar of Biblical Hebrew. 1991, 2006（聖書ヘブライ語の包括的な、最もアップトゥデイトな高級文法書。Paul-Joüonによって1923年にフランス語で書かれたものを英訳し、大幅に改定したもの。）
- A Greek-English Lexicon of the Septuagint. 1993, 2002, 2009（旧約聖書の古代ギリシャ語訳、所謂70人訳の辞書）
- A Greek~Hebrew/Aramaic Two-way Index to the Septuagint. 2010（70人訳のギリシャ語からヘブライ語／アラム語への索引とその逆方向への索引）
- 『「慰安婦」強制連行』（共著）2008年
- A Grammar of Qumran Aramaic, 2011 （死海写本中のアラム語文書の総括的高等文法）
- An Introduction to Egyptian Aramaic, 2012 (ペルシア帝国時代エジプトで用いられていたアラム語の初級向け教科書）
- 『わたしのヴィア・ドロローサ：「大東亜戦争」の爪痕をアジアに訪ねて』日本聖書協会：教文館　2014年
- A Biblical Aramaic Reader with an Outline Grammar. 2015.
- A Syntax of Septuagint Greek. 2016.
- My Via dolorosa: Along the trails of the Japanese imperialism in Asia. 2016.
- A Biblical Hebrew Reader with an Outline Grammar. 2017.
  - Jacob of Serugh's Hexaemeron. Edited and translated. 2018. Leuven.
  - A Syntax of Qumran Hebrew. 2020. Leuven.
  - Why Read the Bible in the Original Languages? 2020. Leuven.
  - The Community Rule 1QS, 1QSa and 1QSb. 2022. Leuven.
  - The Books of Hosea and Micah in Hebrew and Greek. 2022. Leuven.
- 論文多数。主として英語、その他ヘブライ語、フランス語、日本語でも。

## 訳書
- 『キリスト伝』ジェームズ・ストーカー著、1959年、2015年いのちのことば社
- 『パウロ伝』ジェームズ・ストーカー著、1963年 いのちのことば社
- 『教会の権威』マーティン・ロイドジョンズ みくに書店 KGK新書 1965年
- 『教会一致の基礎』マーティン・ロイドジョンズ みくに書店 KGK新書 1967年
- 『キリストの最期』ジェームズ・ストーカー著、1968年 いのちのことば社
- 『士師たちの時代』「聖書の世界」2）1970年 講談社
- 『エズラ・ネヘミア時代；マカベア時代』（聖書の世界3） 1970年 講談社
- 中短編小説5点「ノーベル文学賞全集」シュムエル・ヨセフ・アグノン 主婦の友社 1971年
- 「ユダヤ民族史 3中世篇 I, 4中世篇 II」H. H. ベンサソン 六興出版 1977年
- 「第一エズラ書」（聖書外典偽典4）1975；「シリア語バルク黙示録」（同5）1976年；「ベンシラの知恵」（同2）1977年；「エチオピア語エノク書、ヨベル書」（同4）教文館 1977；「使徒たち の手紙、イザヤの殉教と昇天、ペテロの黙示録」（同別巻補遺2）1982年 教文館
- A Dream Come True, E. Ben-Yehuda （ヘブライ語からの英訳）Westview Press 1993年
- 『バーデンハイム1939』アハロン・アップルフェルド 1996年 みすず書房
- 『タルムード入門 I 』A. コーヘン 1997年 教文館
- 「ダニエル書、エズラ記、ネヘミヤ記」1997年 岩波書店
- 『ネルと子供たちにキスを』E. ウィレム・リンダイヤ 2000年 みすず書房
- 『折られた花：日本軍「強制慰安婦」にされたオランダ人女性たちの声』マルゲリート・ハーマー著、新教出版社、2013年
- 『聖書を原語で読んでみてはじめてわかること』　いのちのことば社、2019年
- 『精選　死海文書』（編訳）2022年　教文館